# خالدية حضن
خالدية حضن أو الخالدية هو مركز تابع لمحافظة تربة في المملكة العربية السعودية، ويبعد عن مركز المحافظة بمسافة 95 كم (شمال غرب)، وعن محافظة الخرمة ب 75 كم (جنوب غرب). سميت الخالدية بهذا الاسم تيمنا باسم الملك السعودي الراحل خالد بن عبد العزيز.

## التاريخ
تأسست قرية الخالدية في عام 1400 هـ - 1980 م على يد الشيخ / ماجد بن قعيد بن سرور الهذيلي من هذيل، وتقع قرية الخالدية شرقي الجبل الأسمر المسمى جبل حضن في عالية نجد ثم بدأ يتوافد عليه أفراد من قبيلته عاضدوه في التأسيس والبناء.

## السكان
يُقدر عدد سكان الخالدية ب 3000 نسمة تقريبا وعدد المنازل ب 300 منزل.

## الخدمات
يتوفر في الخالدية بعض خدمات البنية التحتية من أسفلت (طريق معبد) وكهرباء عامة وشبكات هواتف متنقلة ومدارس ابتدائية ومتوسطة وثانوية للبنين والبنات ومركز رعاية صحية أولية ومركز إداري تابع لمحافظة تربة البقوم وهي من المحافظات التابعة لإمارة منطقة مكة المكرمة كما يوجد بالمركز العديد من محطات تعبئة البنزين والديزل ومحلات للتموينات الغذائية.